# Новоізилинка
Новоізилинка (рос. Новоизылинка) — присілок у Тогучинському районі Новосибірської області Російської Федерації.
Входить до складу муніципального утворення Шахтинська сільрада. Населення становить 25 осіб (2010).

## Історія
Згідно із законом від 2 червня 2004 року органом місцевого самоврядування є Шахтинська сільрада.

## Населення
| 2002 | 2007 | 2010 |
| ---- | ---- | ---- |
| 58   | ↘44  | ↘25  |